# Freemake Video Downloader
Freemake Video Downloader es un gestor de descargas gratuito para Microsoft Windows.  Es un software propietario que puede descargar video y audio. Soporta los protocolos HTTP y HTTPS.

## Características
Su interfaz proporciona varias ventanas modales que ayudan a acceder a las diferentes funciones del programa, incluyendo el progreso de descarga, la cola de descarga, las opciones de almacenamiento de archivos, el historial de descargas y la configuración del programa.

### Capacidades técnicas
- Soporte de descarga por lotes para descargar varios archivos
- Descarga de vídeo en Flash y desde sitios como YouTube y Google Videos[6]
- Pausa y reanudación de descargas
- Conversión de vídeo de archivos descargados a formatos predefinidos, compatibles con el programa
- Control de velocidad de descarga
- Descarga a través de una conexión proxy
- Exportación automática de archivos a Apple iTunes

### Requerimientos técnicos
- Sistema operativo: Windows 7 y superior

- Procesador: 1 GHz o superior

- RAM: 1 GB o superior

- Espacio en disco: 30 MB

- .NET Framework 4.5

## Críticas
Freemake Video Downloader recibió críticas por su barra de herramientas y por la instalación del motor de búsqueda web. Ofrece instalar software patrocinado durante la instalación del programa, que produce cambios en el motor de búsqueda predeterminado y en la página principal del navegador. Los usuarios pueden deshabilitar el software patrocinado, pero ha sido motivo de críticas en varias páginas web.